# Vasilije Micić
Vasilije Micić (en serbio: Василије Мицић; Kraljevo, Serbia, RF Yugoslavia, 13 de enero de 1994) es un jugador de baloncesto serbio que pertenece a la plantilla del Hapoel Tel Aviv de la Ligat HaAl israelí. Mide 1,91 metros de altura y juega de base.

## Trayectoria deportiva

### Inicios
Desde 2002 hasta 2006, Micić jugó en el programa juvenil del OKK Beograd. En 2006-07, jugó en el equipo júnior del Estrella Roja de Belgrado, luego desde 2007 hasta 2010, jugó en el equipo júnior del FMP Železnik.

### Profesional

#### Europa
En 2010, Micić firmó con el Mega Vizura. A la edad de 16 años hizo su debut en la Liga Serbia, pasando a jugar 35 partidos en 2010-11.
En noviembre de 2011, a solo 8 partidos de la temporada 2011-12, Micić sufrió una lesión en la rodilla, la cual terminó con la temporada. En la 2012-2013, se convirtió en el líder del equipo junto con Boban Marjanović. Mega Vizura jugó por primera vez en su historia la ABA League.
El 6 de junio de 2013, Micić firmó una extensión de contrato de dos años con Mega Vizura. En marzo de 2014 confirmó que se presentaba al Draft de la NBA de 2014. En abril se lesionó en la mano y lo alejó de las canchas un mes. En su primera ABA League, promedió 12.1 puntos, 3.2 rebotes y 5.8 asistencias (máximo asistente de la liga) en 25 partidos.
En junio, asistió junto a sus compañeros de equipo Nemanja Dangubić y Nikola Jokić al Eurocamp de Treviso, impresionando a los ojeadores con un promedio de 14 puntos y 10 asistencias en 25 min de juego.
El 26 de junio de 2014, Micić fue seleccionado en el puesto número 52 de la segunda ronda en el Draft de la NBA de 2014 por los Philadelphia 76ers.
En agosto de 2014 firmó un contrato de dos años con opción a otro más, con el Bayern de Múnich. En noviembre de 2014, jugando en la Euroliga contra Panathinaikos B.C. se rompió el ligamento de su codo derecho, y estuvo fuera de las canchas seis semanas. En su primera temporada en Múnich ha promediado 7 puntos y 3.5 asistencias en 35 partidos jugados, mientras que en la Euroliga, sus promedios han sido de 7.5 puntos y 3.2 asistencias en 6 partidos jugados. Fue uno de los 12 nominados al FIBA Europe Young Men's Player Of The Year Award. Después jugaría en Estrella Roja de Belgrado en calidad de cedido (2015-2016), Tofaş SK (2016-2017) y Zalgiris Kaunas (2017-2018).
En el año 2018 ficha por el Anadolu Efes de Turquía, donde se consagra como uno de los mejores jugadores de Europa. En el año 2021 gana la Euroliga, competición en la que es nominado MVP de la liga regular y de la Final Four. Con constantes rumores durante toda la temporada 2020-21 que le situaban en la NBA, finalmente decide renovar por el Anadolu Efes para tres temporadas más.

#### NBA
Tras cinco años en Turquía, el 1 de julio de 2023, da el paso a la NBA firmando por los Oklahoma City Thunder un contrato de $23,5 millones por tres temporadas.
El 8 de febrero de 2024 es traspasado a Charlotte Hornets, junto a Tre Mann y Dāvis Bertāns, a cambio de Gordon Hayward. El 10 de febrero hizo su debut con los Hornets, anotando 18 puntos y repartiendo nueve asistencias en una victoria por 115-106 sobre los Memphis Grizzlies.
El 6 de febrero de 2025 es traspasado a los Phoenix Suns junto a Cody Martin a cambio de Jusuf Nurkić.
El 25 de junio de 2025 es traspasado a Charlotte Hornets a cambio de Mark Williams. El 6 de julio es enviado a Milwaukee Bucks a cambio de Pat Connaughton. Pero es cortado al día siguiente.

#### Israel
El 16 de julio de 2025, firma por el Hapoel Tel Aviv de la Ligat HaAl israelí.

### Selección nacional
En 2011, Micić ganó una medalla de plata con el equipo nacional sub-18 de Serbia en el Campeonato Europeo Sub-18 de 2011. En 2013, volvió a ganar una medalla de plata con el equipo nacional sub-19 de Serbia en el Campeonato Mundial Sub-19 de 2013, perdiendo en la final contra Estados Unidos. Fue elegido por segunda vez en el mejor quinteto del campeonato junto con los estadounidenses Aaron Gordon y Jahlil Okafor, el australiano Dante Exum y el croata Dario Šarić. Promedió 12.9 puntos, 3.8 rebotes y 4.8 asistencias. Ese mismo año, debutó con la Selección de baloncesto de Serbia en el EuroBasket 2013 en Eslovenia, donde promedió 4,4 puntos, 1,5 rebotes y 1,3 asistencias por partido.
A pesar de perder la final contra España en el Europeo Sub-18 de 2011, Micić entró en el mejor quinteto del campeonato junto con su compañero Nenad Miljenović, el polaco Przemysław Karnowski y los españoles Daniel Díez y Alex Abrines. Promedió en el Europeo 10,8 puntos, 4,2 rebotes y 4,3 asistencias.
[actualizar]
En septiembre de 2022 disputó con el combinado absoluto serbio el EuroBasket 2022, finalizando en novena posición.
Entre julio y agosto de 2024 fue parte de la selección absoluta de Serbia, que disputó los Juegos Olímpicos de París, y que ganó el bronce, tras vencer la final de consolación ante Alemania.

## Estadísticas

### NBA

#### Temporada regular
| Año     | Equipo        | PJ  | PT | MPP  | %TC  | %3P  | %TL  | RPP | APP | ROB | TPP | PPP  |
| ------- | ------------- | --- | -- | ---- | ---- | ---- | ---- | --- | --- | --- | --- | ---- |
| 2023-24 | Oklahoma City | 30  | 0  | 12.0 | .407 | .244 | .737 | .8  | 2.5 | .3  | .1  | 3.3  |
| 2023-24 | Charlotte     | 30  | 21 | 27.2 | .437 | .294 | .839 | 2.1 | 6.2 | .7  | .1  | 10.8 |
| 2024-25 | Charlotte     | 36  | 16 | 21.2 | .348 | .360 | .829 | 2.4 | 3.5 | .4  | .0  | 7.5  |
| 2024-25 | Phoenix       | 5   | 0  | 4.2  | .0   | .0   | .0   | .4  | .2  | .0  | .0  | .0   |
| Total   | Total         | 101 | 37 | 19.4 | .395 | .315 | .819 | 1.8 | 3.9 | .5  | .1  | 6.8  |

### Euroliga
| Año     | Equipo        | PJ  | PT  | MPP  | %TC  | %3P  | %TL   | RPP | APP | ROB | TPP | PPP  | PIR  |
| ------- | ------------- | --- | --- | ---- | ---- | ---- | ----- | --- | --- | --- | --- | ---- | ---- |
| 2014-15 | Bayern        | 6   | 1   | 18.0 | .450 | .200 | .875  | 1.5 | 3.2 | .5  | .0  | 7.5  | 6.8  |
| 2015–16 | Bayern        | 4   | 0   | 6.2  | .000 | .000 | 1.000 | .8  | .8  | .5  | .3  | .5   | -1.0 |
| 2015–16 | Crvena zvezda | 17  | 1   | 17.4 | .341 | .361 | .724  | 1.8 | 3.6 | .2  | .2  | 5.5  | 5.0  |
| 2017–18 | Žalgiris      | 36  | 10  | 22.4 | .432 | .355 | .707  | 2.2 | 4.2 | .9  | .0  | 7.7  | 8.6  |
| 2018–19 | Anadolu Efes  | 37  | 30  | 28.2 | .474 | .371 | .819  | 2.2 | 5.5 | 1.0 | .1  | 12.4 | 13.9 |
| 2019–20 | Anadolu Efes  | 24  | 22  | 30.6 | .467 | .397 | .964  | 2.5 | 5.8 | 1.3 | .0  | 14.5 | 16.0 |
| 2020–21 | Anadolu Efes  | 40  | 34  | 29.6 | .489 | .389 | .865  | 2.6 | 4.9 | 1.2 | .0  | 16.7 | 17.5 |
| 2021–22 | Anadolu Efes  | 34  | 26  | 30.2 | .461 | .339 | .854  | 2.7 | 4.6 | 1.1 | .0  | 18.2 | 17.5 |
| 2022–23 | Anadolu Efes  | 31  | 29  | 31.3 | .435 | .357 | .869  | 3.2 | 5.4 | .9  | .1  | 16.0 | 17.4 |
| Total   | Total         | 229 | 155 | 27.1 | .455 | .364 | .842  | 2.4 | 4.8 | 1.0 | .1  | 12.7 | 13.8 |

### Ligas europeas
[actualizar]
| Temporada | Equipo      | Liga     | GP | MPG  | FG%  | 3P%  | FT%  | RPG | APG | SPG | BPG | PPG  |
| --------- | ----------- | -------- | -- | ---- | ---- | ---- | ---- | --- | --- | --- | --- | ---- |
| 2010-11   | Mega Vizura | KLS      | 35 | 26.2 | .445 | .323 | .699 | 3.1 | 2.8 | 1.3 | .0  | 8.5  |
| 2011-12   | Mega Vizura | KLS      | 8  | 33.8 | .516 | .478 | .750 | 3.5 | 5.0 | 2.5 | .1  | 15.9 |
| 2012-13   | Mega Vizura | KLS      | 41 | 28.0 | .481 | .384 | .667 | 3.6 | 5.0 | 1.0 | .0  | 11.8 |
| 2013-14   | Mega Vizura | KLS      | 7  | 29.1 | .540 | .381 | .938 | 2.9 | 5.3 | 1.1 | .0  | 13.3 |
| 2013-14   | Mega Vizura | ABA Liga | 24 | 31.0 | .545 | .278 | .684 | 3.0 | 5.8 | 1.7 | .0  | 11.8 |
| 2014-15   | Bayern      | BBL      | 32 | 16.0 | .464 | .230 | .879 | 1.9 | 3.3 | .7  | .0  | 7.0  |